# 三原椎名
三原 椎名（みはら しいな）は日本の男性声優。主にアダルトゲームに声をあてている。

## 出演作品
太字は主役・メインキャラクター

### ゲーム

#### 2006年
- あると
- angel breath（笠原聡一郎、学生B、男教師B）
- こんな娘がいたら僕はもう…!!（熊田）
- その横顔を見つめてしまう 〜A profile 完全版〜

#### 2007年
- チアフル!（男子学生B、卒業生B、教師）
- ぱすてる（オヤジ）
- プリミティブ リンク（春野教授）

#### 2008年
- Aion Garde（鴨川亜南）[1]
- ENGAGE LINKS（バラム=ロフト）[2]
- オト☆プリ 〜恋せよ!乙女王子様♪ドキドキウェディングベル〜（兵衛、精華の父、野郎）
- 新妻イカせてミルク! 団地妻、昼下がりの下半身事情
- プラゥヴ クルイード（ブロート）

#### 2009年
- 絶対★魔王 〜ボクの胸キュン学園サーガ〜（ノア）[3]
- トロピカルKISS（マスター）

#### 2010年
- Elle:PrieR 〜しあわせの欠片をさがして〜（宝蔵院勝彦）[4]
- お姫様はぱんてられお（アウルス・ラナーク）[5]
- くれよんちゅーりっぷ〜ちどりとこるりの誘惑授業〜（教頭先生）[6]
- 処女はお姉さまに恋してる 〜2人のエルダー〜（御門公造）
- ぴゅあらっ!（ジャン・クロード・パンダム）

#### 2011年
- D-EVE in you（十勝勇作）[7]